# Project Ara
Project Ara（プロジェクト アラ）は、Googleによって開発された、モジュールパーツ組み立て式のAndroidスマートフォンである。オープンソースハードウェアに位置付けられており、自由な開発が可能なプラットフォームにする事を目的としている。 
本体は金属フレームのみとなっており、そこにモジュール化されたバッテリやカメラやディスプレーなどのパーツをはめ込んで、ユーザーオリジナルの端末本体を作ることができる。各モジュールは個別に交換可能なため、故障の場合はそのモジュールだけ交換して修理したり、より高性能なものにアップグレードする事が容易となっている。これによって機器の寿命サイクルを通常のスマートフォンよりも長くできるため、電子機器廃棄物の削減が期待されている。

## 開発難
2011年にGoogleがモトローラ・モビリティを買収し、モジュラー携帯電話に関するいくつかの特許を取得した。2013年10月29日には、モジュールパーツで組み立てられるスマートフォンをコンセプトにしたProject Araの開発を発表した。
しかし開発チームは、各モジュールを独立したパーツとして分離することに大変困難を極めており、開発を進めていくうちにCPU、GPU、アンテナ、センサー、バッテリー、ディスプレイが最初から組み込まれる仕様になってしまった。これら大部分が交換不能になった事によって、Project Araの存在意義が危ぶまれた。さらに各モジュールの製造コストがあまりにも高すぎるなどの問題が解決できず開発が難航したため、2016年9月をもって開発中止が発表された。
- 当初2015年8月にプエルトリコで試験販売が予定されていたが直前になって中止され、2016年以降に販売は延期された[8]。

- 2016年5月20日、開発者向けイベント『Google I/O 2016』で開発者向けバージョンが2016年Q4中[1]に、一般向けが2017年[2]に発売することが発表された。Google I/Oで披露された試作品は電磁石とラッチでモジュールを着脱でき、音声認識でモジュールの取り外しができた[1][2]。

- 2016年9月2日、開発中止を発表。